# Yola (cantora)
Yolanda Claire Quartey (nascida em 31 de julho de 1983), conhecida profissionalmente como Yola ou Yola Carter, é uma musicista, cantora e compositora inglesa. Yola recebeu quatro indicações no 62º Grammy Awards em 2020, incluindo a categoria geral de Artista Revelação.

## Infância e vida pessoal
Yola nasceu em Bristol, Inglaterra. Sua família tentou desencorajá-la ainda jovem de seguir uma carreira como musicista, pois acreditavam ser uma opção de carreira irrealista.

## Carreira
Sob seu nome de batismo, Yolanda Quartey, Yola ganhou destaque pela primeira vez como membro da banda de Bristol Phantom Limb, da qual foi membro de 2005 a 2012. A banda lançou dois álbuns. Yola também se apresentou como vocalista convidada e compositora ocasional para artistas britânicos como Sub Focus, Massive Attack, Bugz in the Attic, Ginger Wildheart, e Duke Dumont.
Yola decidiu começar uma carreira solo após a morte de sua mãe em 2013. Ela lançou seu primeiro EP solo, Orphan Offers, em 2016. Em fevereiro de 2019, lançou seu álbum de estreia, Walk Through Fire, pelo selo Easy Eye Sound de Dan Auerbach, com grande aclamação. O título do álbum faz referência a um incêndio que danificou a casa de Yola e do qual ela escapou. AllMusic chamou o álbum de "um disco extraordinário, projetado para fazer parte de uma grande tradição musical, e contém emoção e imaginação suficientes para ganhar seu lugar dentro dessa linhagem." Brittney McKenna, da NPR Music 's First Listen, declarou: "É o trabalho de um artista que certamente impressionará o público nos próximos anos." O Wall Street Journal declarou: "O álbum é uma introdução à uma vocalista grande e experiente vocalista que será lembrada como revolucionadora".
Walk Through Fire foi escrito, gravado e produzido no estúdio Dan Auerbach's Easy Eye Studio em Nashville. Auerbach produziu o álbum e juntou um elenco de grandes estrelas para a sua criação. As composições foram, em maior parte, uma colaboração entre Yola e Auerbach, com contribuições de Bobby Wood, Pat McLaughlin e Dan Penn.  A equipe de instrumentistas de estúdio contava com o baixista Dave Roe, o gaitista Charlie McCoy, juntamente aos antigos membros do Memphis boys, o baterista Gene Chrisman e o pianista Wood. Vince Gill, Molly Tuttle, Ronnie McCoury Stuart Duncan contribuíram com vocais adicionais.  O álbum foi gravado e desenvolvido por M. Allen Parker.  Auerbach e Parker também mixaram o projeto. Em março de 2019, Yola apareceu na TV americana pela primeira vez no segmento Saturday Sessios do programa CBS This Morning, onde tocou faixar do álbum Walk Through Fire. Yola, junto a Sheryl Crow, contribuíram com duas faixas no álbum de estreia das The Highwomen.
Yola chamou atenção no Newport Folk Festival 2019, com a Rolling Stone declarando: "A Yola se tornou simplesmente a voz mais procurada no festival deste ano. Fez um show triunfante, atuou como membro não-oficial das The Highwomen, e adicionou seus próprios vocais à performances de todo mundo, desde Dolly Parton até Dawes, que deixou a artista em ascendência dominar o palco durante toda a canção “When You Call My Name", de 2019. De acordo com a Glide Magazine, "Pessoas vieram de todos os cantos para ouvir a Yola cantar, ou por terem sido encantados pelo lançamento excelente de com Walk Through Fire esse ano, ou por terem ouvido por aí que assistir à cantora não era uma chance a se perder."
Walk Through Fire ganhou três indicações ao Grammy Award. O álbum foi indicado a Best Americana Album e a faixa "Faraway Look" foi indicada a Best American Roots Song e Best American Roots Performance. Adicionalmente, Yola foi indicada a Artista Revelação.
Em fevereiro de 2020, a Variety anunciou que Yola foi escolhida para o papel de Sister Rosetta Tharpe  — "nomeada a Madrinha do Rock and Roll" — no filme do diretor australiano Baz Luhrmanns "Elvis" sobre a vidade de Elvis Presley de estreia esperada para 2022. Em dezembro de 2020, Yola apareceu no single e no vídeo "Here's To The Nights" de Ringo Starr, do seu EP de 2021 "Zoom In".
Em julho de 2021, Yola lançou o seu álbum mais recente, "Stand for Myself". Para celebrar o lançamento do álbum, Yola irá começar a turnê Stand For Myself Tour em Boston em fevereiro de 2022, com shows de abertura de Jac Ross e Nick Connors; e em Nashville, de Devon Gilfillian e Allison Russell. Em 8 de outubro de 2021, Yola lotou um show no Madison Square Garden quando abriu para Chris Stapleton.

## Discografia

### Álbuns de estúdio
| Título            | Detalhe | Posição mais alta no chart | Posição mais alta no chart | Posição mais alta no chart | Posição mais alta no chart | Posição mais alta no chart | Posição mais alta no chart | Posição mais alta no chart | Posição mais alta no chart |
| Título            | Detalhe | UK                         | UK Amer.                   | UK Country                 | SCO                        | US                         | US                         | US Heat                    | US Rock                    |
| ----------------- | --- | -------------------------- | -------------------------- | -------------------------- | -------------------------- | -------------------------- | -------------------------- | -------------------------- | -------------------------- |
| Walk Through Fire | - Lançamento: 22 de fevereiro de 2019 - Gravadora: Easy Eye Sound, Nonesuch - Formato: LP, CD, digital download, streaming               | 83                         | 1                          | 1                          | 25                         | –                          | –                          | 14                         | –                          |
| Stand for Myself  | - Lançamento: 30 de julho de 2021 - Gravadora: Easy Eye Sound, Concord - Formato: LP, CD, cassette, 8-track, digital download, streaming | 46                         | 1                          | –                          | 11                         | 196                        | 6                          | 2                          | 39                         |

### EPs
| Título                         | Detalhes                                                                                                  |
| ------------------------------ | --- |
| Orphan Offering                | - Lançamento: 1 de novembro de 2016 - Gravadora: Self-released - Formato: CD, digital download, streaming |
| Apple Music Home Session: Yola | - Lançamento: 15 de outubro de 2021 - Gravadora: Easy Eye Sound, Concord - Formato: Streaming             |

### Singles

#### Como artista principal
| Título                                               | Ano  | Posição mais alta no chart | Álbum             |
| Título                                               | Ano  | US                         | Álbum             |
| ---------------------------------------------------- | ---- | -------------------------- | ----------------- |
| "I Don't Wanna Lie"                                  | 2019 | 35                         | Walk Through Fire |
| "Hold On" (with The Highwomen featuring Sheryl Crow) | 2020 | —                          | Non-album single  |
| "Give the People What They Want" (with PJ Morton)    | 2020 | —                          | Non-album single  |
| "Diamond Studded Shoes"                              | 2021 | 21                         | Stand for Myself  |
| "Stand for Myself"                                   | 2021 | —                          | Stand for Myself  |

#### Como artista convidada
| Título                                                   | Ano  | Posição mais alta no chart | Álbum         |
| Título                                                   | Ano  | UK                         | Álbum         |
| -------------------------------------------------------- | ---- | -------------------------- | ------------- |
| "Highwomen"                                              | 2019 | —                          | The Highwomen |
| "Stop Crying Your Heart Out" (as BBC Radio 2's Allstars) | 2020 | 7                          |               |

## Prêmios e indicações
| Ano  | Associação                          | Prêmio                          | Trabalho indicado       | Resulto  | Ref.   |
| ---- | ----------------------------------- | ------------------------------- | ----------------------- | -------- | ------ |
| 2017 | UK Americana Awards                 | UK Artist of the Year           | Yola                    | Venceu   |        |
| 2019 | Americana Music Honors &amp; Awards | Emerging Artist of the Year     | Yola                    | Indicado | [ 32 ] |
| 2019 | Americana Music Honors &amp; Awards | Album of the Year               | Walk Through Fire       | Indicado | [ 32 ] |
| 2020 | 62nd Grammy Awards                  | Best New Artist                 | Yola                    | Indicado |        |
| 2020 | 62nd Grammy Awards                  | Best Americana Album            | Walk Through Fire       | Indicado |        |
| 2020 | 62nd Grammy Awards                  | Best American Roots Performance | "Faraway Look"          | Indicado |        |
| 2020 | 62nd Grammy Awards                  | Best American Roots Song        | "Faraway Look"          | Indicado |        |
| 2020 | UK Americana Awards                 | UK Artist of the Year           | Yola                    | Venceu   |        |
| 2020 | UK Americana Awards                 | UK Album of the Year            | Walk Through Fire       | Venceu   |        |
| 2021 | Country Music Association Awards    | International Achievement Award | Yola                    | Indicado |        |
| 2022 | 64th Grammy Awards                  | Best Americana Album            | Stand for Myself        | Pendente | [ 33 ] |
| 2022 | 64th Grammy Awards                  | Best American Roots Song        | "Diamond Studded Shoes" | Pendente | [ 33 ] |